# Мошна (Јаши)
Мошна (рум. Moşna) насеље је у Румунији у округу Јаши у општини Мошна. Oпштина се налази на надморској висини од 174 m.

## Становништво
Према подацима из 2002. године у насељу је живело 1973 становника, од којих су сви румунске националности.

### Хронологија
| Година       | 1992 | 1993 | 1994 | 1995 | 1996 | 1997 | 1998 | 1999 | 2000 | 2001 | 2002 | 2003 | 2004 | 2005 | 2006 | 2007 | 2008 | 2009 | 2010 | 2011 | 2012 | 2013 | 2014 | 2015 | 2016 | 2017 |
| ------------ | ---- | ---- | ---- | ---- | ---- | ---- | ---- | ---- | ---- | ---- | ---- | ---- | ---- | ---- | ---- | ---- | ---- | ---- | ---- | ---- | ---- | ---- | ---- | ---- | ---- | ---- |
| Становништво | 2203 | 2149 | 2119 | 2093 | 2023 | 1998 | 1971 | 1977 | 1972 | 1965 | 1949 | 1936 | 1934 | 1923 | 1925 | 1912 | 1889 | 1858 | 1850 | 1830 | 1808 | 1795 | 3642 | 6210 | 6882 | 6738 |